# Massengräber in Slovenj Gradec
Massengräber entstanden auf dem Gebiet der heutigen Stadtgemeinde Slovenj Gradec, Slowenien, während des Zweiten Weltkriegs und danach.
Bisher wurden 11 Gräber dokumentiert.

## Massengräber in Ortschaften der Stadtgemeinde

### Gmajna
- Sveteč Woods Grave (Grobišče Svetečev gozd): 1 Kroatischer Soldat[1]

### Gradišče
- Tretjak Farm Mass Grave (Grobišče na domačiji Tretjak): 12 Kroaten[2]

- Troblje Mass Grave (Grobišče Troblje): unbekannte Anzahl Kroaten[3]

### Mislinjska Dobrava
- Mislinjska Dobrava Mass Grave (Grobišče Mislinjska Dobrava): unbekannte Anzahl Kroaten oder Kosacken[4]

### Pameče
- Fuks 1  Mass Grave  (Grobišče Fuks 1): unbekannte Anzahl Kroaten[5]

- Fuks 2  Mass Grave  (Grobišče Fuks 2): unbekannte Anzahl Kroaten[6]

### Raduše
- Žančani Mass Grave (Grobišče Žančani): unbekannte Anzahl kroatische Soldaten, slowenische Zivilisten, Angehörige der deutschsprachigen Minderheit[7]

### Stari Trg
- Gmajna Tree Nursery Mass Grave (Grobišče v drevesnici na Gmajni): 3 Kroaten[8]

- Nova Oprema Woods Mass Grave (Grobišče v gozdu za Novo opremo): 20 Kroaten[9]

### Šmartno pri Slovenj Gradcu
- Gortnar Shrine Mass Grave  (Grobišče pri Gortnarjevi kapelici): 30 bis 36 kroatische Soldaten[10]

- Homšnica Creek by the Klemen Farm Mass Grave/House No. 143 Mass Grave  (Grobišče ob Homšnici pri Klemenu/Grobišče pri hiši 143): 10 unbekannte Personen[11]